# Полоничи
Полоничи (укр. Полоничі) — село в Красненской поселковой общине Золочевского района Львовской области Украины.
Население по переписи 2001 года составляло 601 человек. Занимает площадь 3,526 км². Почтовый индекс — 80552. Телефонный код — 3264.

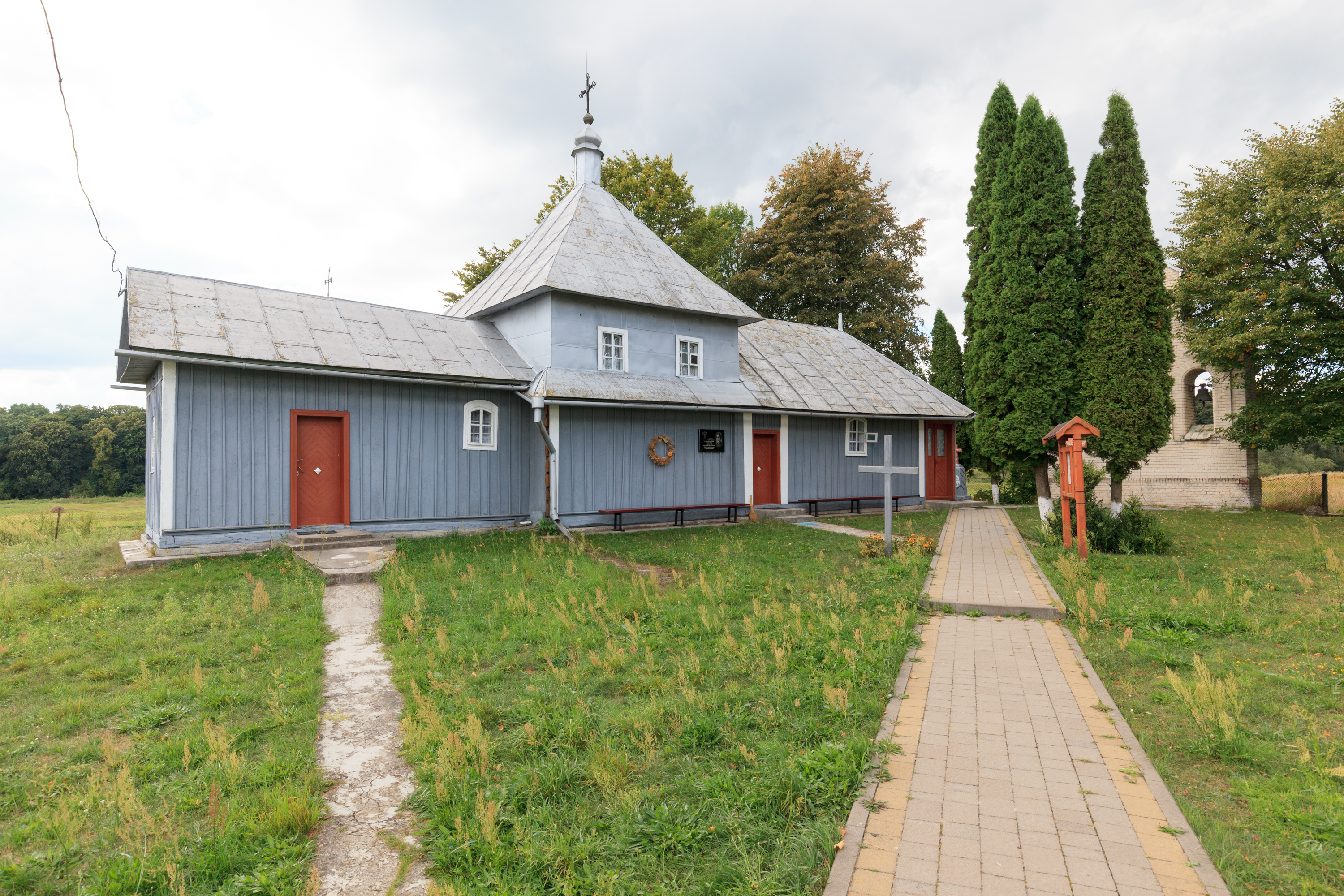
Михайловская церковь, XIX в.